# Куинсбъро Бридж
Куинсбъро Бридж (на английски: Queensboro Bridge) е мост, прекосяващ река Ийст Ривър (East River) и свързващ 2 района на Ню Йорк - Куинс и Манхатън.
Строежът на моста завършва през 1909 г.
Мостът поема автомобилен и пешеходен трафик.
| Мостове над Ийст Ривър      | Мостове над Ийст Ривър | Мостове над Ийст Ривър    |
| --------------------------- | ---------------------- | ------------------------- |
| По на юг Уилямсбъргски мост | Уилямсбъргски мост     | По на север Трайборо мост |